# 27440 Colekendrick
27440 Colekendrick è un asteroide della fascia principale. Scoperto nel 2000, presenta un'orbita caratterizzata da un semiasse maggiore pari a 2,6073243 UA e da un'eccentricità di 0,1676636, inclinata di 4,41121° rispetto all'eclittica.